# نادي عمان لكرة القدم
نادي عمان اف سي Amman fc هو نادي كرة قدم أردني مقره في عمان، الأردن.   ويتنافس حالياً في دوري الدرجة الأولى الأردني، وهو المستوى الثاني لكرة القدم الأردنية.

## تاريخه
تم إنطلاق نادي عمان لكرة القدم في عام 2021، بعد أن وافقت وزارة الرياضة والشباب الأردنية على دمجه مع نادي دار الدعوة، مع الاحتفاظ باسم النادي السابق.  سمح هذا الاندماج لنادي عمان بالمشاركة في دوري الدرجة الأولى الأردني لأول مرة كنادي.  
واتخذ النادي عمان هذه الخطوة ضمن استراتيجيته الرياضية الكبرى لتعزيز دور فرق الفئات العمرية كافة ومنح اللاعبين الشباب الفرصة للعب ضمن صفوف الفريق الأول. ويأخذ الاندماج أيضًا في الاعتبار ضمن استراتيجيته مصلحة المنتخبات الوطنية في تمثيلها في المحافل الخارجية.
استعدادًا لموسم 2022، عيّن نادي عمّان لكرة القدم عامر ديب كمدير فني له، بالإضافة إلى قصي أبو عالية مدرب للفريق.  وتولى ديب منصب المدير الفني السابق بسام أبو رزوق الذي استقال من منصبه. 
خلال موسم 2022، حقق نادي عمّان لكرة القدم تاريخًا بالوصول إلى الدور نصف النهائي من كأس الأردن 2022. ومع ذلك، فقد هزموا بنتيجة 3-0 على يد شباب العقبة، الذي وصل إلى نهائي المسابقة.
في العام التالي، خرج نادي عمان لكرة القدم من خسارته الضيقة 2-1 في دور الـ32 من كأس الاتحاد الأردني 2023-24 أمام نادي الحسين.  وكان هدافه الوحيد هو عودة الفاخوري البالغ من العمر 17 عاماً، والذي أصبح أصغر هداف في تاريخ الكأس.

## الفريق الحالي
آخر تحديث 6 سبتمبر 2024. 
ملاحظة: تشير الأعلام إلى المنتخب الوطني على النحو المحدد في قواعد الأهلية للفيفا. قد يحمل اللاعبون أكثر من جنسية واحدة غير تابعة للفيفا.
| الرقم | البلد  | المركز | اللاعب        |
| ----- | ------ | ------ | ------------- |
|       | الأردن | مدافع  | قصي الجعافرة  |
|       | الأردن | وسط    | قيس أبو غوش   |
|       | الأردن | وسط    | لؤي عمران     |
|       | الأردن | وسط    | خالد التل     |
|       | الأردن | مهاجم  | شريف النوايشه |
|       | الأردن |        | احمد عفنان    |
|       | الأردن |        | عدي محمد ناجي |
|       | الأردن |        | عمرو ربابعة   |
|       | الأردن |        | يونس محمود    |
|       | الأردن | مدافع  | عدنان نوفل    |
|       | الأردن |        | علاء الجوهري  |
|       | الأردن |        | ليث الحسنات   |
|       | الأردن |        | عمر التعمري   |
|       | الأردن |        | احمد ميدو     |
|       | الأردن |        | خالد دقدوقة   |